# Little Nemo

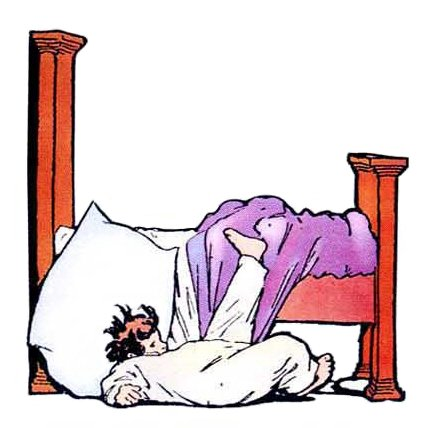

Little Nemo (Deutsch Kleiner Nemo) heißt die Hauptrolle der Comicreihe Little Nemo in Slumberland (Deutsch Der kleine Nemo im Schlummerland), die von Winsor McCay (1871–1934) erfunden und gezeichnet wurde.
Der Comic erschien wöchentlich zwischen dem 15. Oktober 1905 und dem 23. April 1911 in der Tageszeitung New York Herald sowie ab dem 30. April 1911 bis 1913 im New York American unter dem neuen Namen In the Land of Wonderful Dreams (Deutsch Im Land der wunderbaren Träume). Einen kurzen Versuch zur Wiederbelebung des Strips gab es vom 3. August 1924 bis 9. Januar 1927 in der Herald Tribune.

## Inhalt

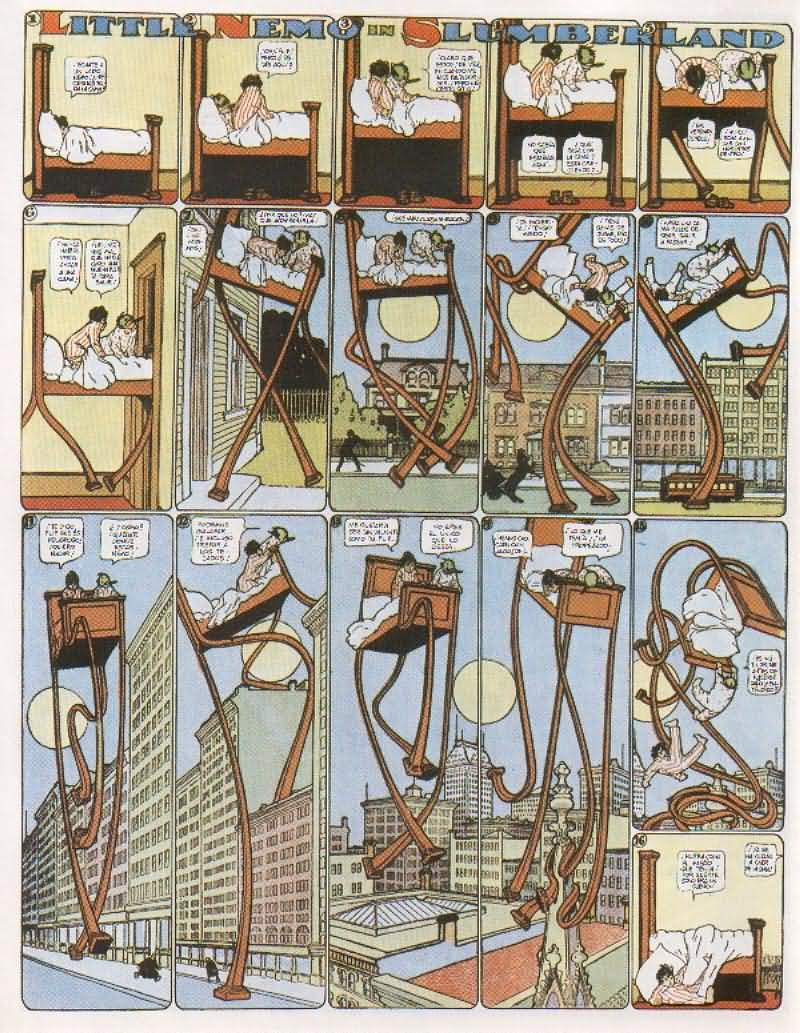
Little Nemo

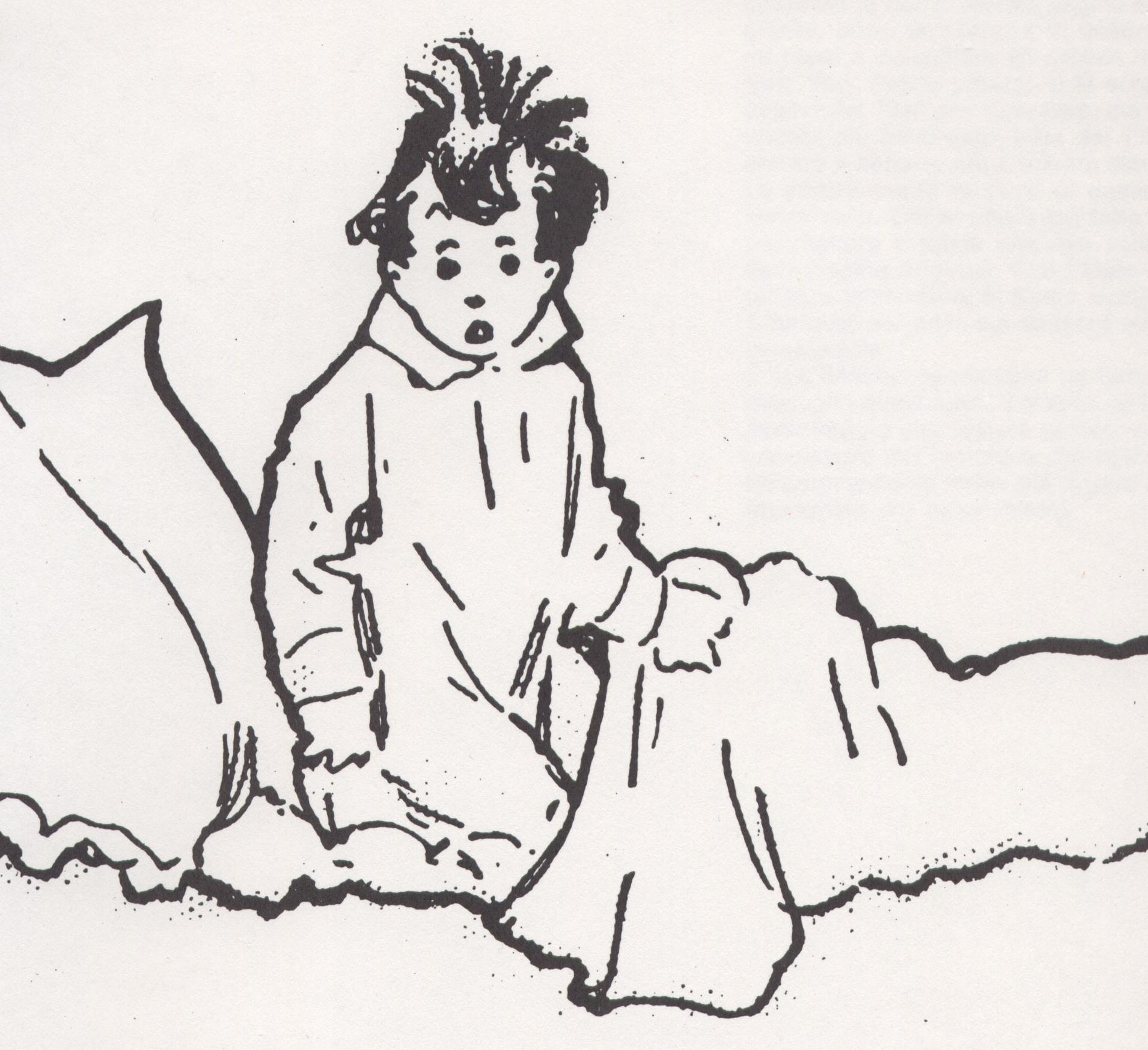
Little Nemo

Es werden in jeder Folge kurze phantastische Abenteuer des kleinen Nemo dargestellt, die der Junge im Schlaf auf dem Weg nach Schlummerland erfährt. In seinen Träumen versucht Nemo nach Schlummerland, dem Reich König Morpheus', zu gelangen, um Spielgefährte der Prinzessin zu werden. Doch dabei gerät er meist in ausweglose oder gefährliche Situationen, aus denen er sich nicht mehr retten kann. In dieser Situation zeigt das letzte Bild des Comics dann stets, wie Nemo erwacht und von seinen Eltern getröstet wird, die durch seine nächtlichen Schreie aufgeweckt worden sind. Ursache seiner Träume ist oft übermäßiges Essen von energiereicher Kost, auch Süßwaren, unmittelbar vor dem Schlafengehen.
In den Comics, die 1906 erscheinen, erreicht Nemo tatsächlich das Schlummerland, doch wird er stets vom Clown Flip zum Aufwachen gebracht. Allein sein Anblick mit seinem Hut, der die Aufschrift Wake up (Deutsch Wach auf) trägt, genügt dafür. Später entwickelt sich der Gegenspieler Flip allerdings eher zu einem Gefährten Nemos und begleitet ihn auf einer Reise mit einem Luftschiff zum Mars. Weitere Rollen, die gelegentlich auftauchen, sind Dr. Pill, The Imp, Candy Kid und Santa Claus.

## Über den Comic
Little Nemo wird zu den Klassikern des frühen Comics gezählt. Hauptmerkmal der Reihe sind die ausufernde Darstellung surrealer Traumszenarien, deren Dramatik sich von Bild zu Bild steigert, bis hin zur unausweichlichen Klimax des Aufwachens im letzten Bild. Ein weiteres Merkmal ist die teilweise sehr aufwändige Darstellung von Architektur, die sich zwischen klassizistischen Palästen und Elementen des Jugendstils bewegt. Little Nemo wird daher oft als Jugendstil-Comic bezeichnet.
Zu seiner Zeit war der Comic nicht sonderlich populär, da das Publikum eher die Vertreter von Slapstick-Komik unter den Comics, wie The Katzenjammer Kids oder Buster Brown, mochte, während die surreale und phantastische Welt des Little Nemo-Comics den Lesern eher fremd blieb. Erst in der Rückschau gewann der Comic an Bedeutung.

## Adaptionen
1911 produzierten James Stuart Blackton und Winsor McCay einen kurzen Trickfilm, der auf dem Comic basierte. Dieser Film wurde 2009 in das National Film Registry aufgenommen.
1969 Aldo Garzanti Editeur, Milan - Für die deutsche Comic Ausgabe (Little Nemo „1906 bis 1910 in Black and white“), verantwortlich Abraham Melzer. Limitierte Auflage in deutscher Übersetzung von Yvone Carroux und Rolf Steinberg. Das Vorwort wurde übersetzt von Olimpia Hruska.
1978 erschien auf dem Album And Then There Were Three von Genesis das Lied Scenes From A Night’s Dream, in dem die Geschichten von Nemo erzählt werden.
Der mit dem Harvey Award ausgezeichnete italienische Comiczeichner Vittorio Giardino, inspiriert durch McCay, schuf 1984 einen erotischen Comic-Strip Little Ego in Anlehnung an Little Nemo.
1989 wurde von Masami Hata, Masanori Hata und William T. Hutz ein 94-minütiger Animationsfilm namens Little Nemo - Abenteuer im Schlummerland (ニモ, Nimo) produziert. In den USA erschien 1992 eine auf 85 Minuten gekürzte Fassung als Little Nemo: Adventures in Slumberland, die kommerziell aber floppte.
Bereits 1984 erschien ein erster Kurzfilm als Pilot unter der Regie von Yoshifumi Kondō und 1987 ein zweiter entstand unter der Regie von Osamu Dezaki. Während der Vorproduktion waren kurzzeitig Hayao Miyazaki und Isao Takahata beteiligt.
Die Band Tom Petty & the Heartbreakers verwendete 1989 Elemente aus Little Nemo in ihrem Musikvideo zu Runnin' Down A Dream.
1990 entwickelte Capcom das auf dem Comic basierende Videospiel Little Nemo: The Dream Master für das Nintendo Entertainment System.
2015 veröffentlichten der Texter Eric Shanower und der Zeichner Gabriel Rodriguez die Comicserie Little Nemo: Return to Slumberland, in der die Bewohner des Schlummerlandes erneut einen kleinen Jungen als Spielgefährten der Prinzessin zu sich holen. Jimmy, der nach dem Original-Comic immerhin mit zweitem Namen Nemo heißt, möchte eigentlich nicht mit Mädchen spielen, findet aber bald Gefallen an den fantastischen Abenteuern, die er im Schlummerland erlebt und aus denen er, wie McCays Original-Nemo, immer wieder durch abruptes Erwachen gerissen wird. Auf Deutsch erschien die Serie bei Splitter.
2022 wurde der von Francis Lawrence inszenierte und lose auf der Vorlage basierende spielfilm Schlummerland veröffentlicht.

## Ausgaben
in deutscher Sprache
- Winsor McCay: Little Nemo. Übersetzt von Yvonne Carroux und Rolf Steinberg. Melzer, Darmstadt 1972, DNB 540120103. 5 Bände: 1906 / 1907 / 1908 / 1909 / 1910 (mehr nicht erschienen).
- Winsor McCay: Little Nemo. Fischer Taschenbuch Verlag, Frankfurt am Main 1974. 7 Bände: ISBN 3-436-01938-0; ISBN 3-436-01939-9; ISBN 3-436-01940-2; ISBN 3-436-01941-0; ISBN 3-436-01942-9; ISBN 3-436-02017-6; ISBN 3-436-02018-4 (Jg. 1905–1907, mehr nicht erschienen).
- Winsor McCay: Little Nemo in Slumberland. Übersetzt von Wolfgang J. Fuchs. Carlsen, Hamburg. Band 1: 1905–1907. 1989, ISBN 3-551-02951-2; Band 2: 1907–1908. 1989, ISBN 3-551-02952-0; Band 3: 1908–1910. 1990, ISBN 3-551-02953-9; Band 4: 1910–1911. 1990, ISBN 3-551-02954-7; Band 5: 1911–1912. 1991, ISBN 3-551-02955-5; Band 6: 1913–1914. 1994, ISBN 3-551-02956-3;
- Winsor McCay: Little Nemo 1905–1914. Mit einer Einleitung von Bill Blackbeard. Übersetzung: Wolfgang J. Fuchs. Taschen, Köln 2000, ISBN 3-8228-6388-2 (in verkleinertem Format).
- Alexander Braun (Hrsg.): Winsor McCays Little Nemo – Gesamtausgabe [1905–1927]. Taschen, Köln 2014, ISBN 978-3-8365-5431-2.
- Alexander Braun (Hrsg.): Winsor McCays Little Nemo – Gesamtausgabe 1905–1909. Taschen, Köln 2016, ISBN 978-3-8365-6308-6.